# Dannemora (hrabstwo Clinton)
Dannemora – wieś w Stanach Zjednoczonych, w stanie Nowy Jork, w hrabstwie Clinton.